# James Phillips
Pour les articles homonymes, voir Phillips.
James Phillips est un multi-instrumentiste canadien, un producteur et un ingénieur venant de Tyne Valley. Il a joué comme membre de plusieurs groupes reconnus de l'île comme les groupes Saddle River Stringband, le James Phillips Trio, le Sweetheart Jim et le Brothers Grim, The New Drifts, La Funk 6 et d'autres. Il a aussi travaillé avec des différents artistes talentueux des maritimes comme Catherine MacLellan et Nathan Wiley. il a gagné un ECMA en 2008 pour son travail sur l'album de Saddle River, Saddle River Stringband (album)  ainsi qu'un prix pour la musique de l'Île-du-Prince-Édouard pour le meilleur album Bluegrass et meilleur nouveau artiste (Saddle River String Band).